# АЭС Сибрук
АЭС Сибрук (англ. Seabrook Station Nuclear Power Plant) — действующая атомная электростанция на северо-востоке США.  
Станция расположена на побережье Атлантического океана в округе Рокингхем штата Нью-Гэмпшир, в 16 км к югу от Портсмута и в 64 км к северу от Бостона.

## История
В 1966 году компания Public Service Company of New Hampshire (PSNH) объявила о планах построить атомную электростанцию около города Ньюингтона (англ. Newington) в штате Нью-Гемпшир. Комиссия США по атомной энергии отказала в разрешении строить АЭС в этом месте из-за близости к военной авиабазе Пиза.
В 1972 году у PSNH был готов согласованный с властями проект АЭС на два энергоблока в Сибруке с плановым пуском первого энергобюлока в 1979 году и второго в 1981.
С 1974 года начались протесты жителей Массачусетса против строительства АЭС Сибрук.
В 1976 году PSNH начала строить АЭС.
В конце 1970-х PSNH начала строительство второго энергоблока, при строительстве использовался рекордный по грузоподъёмности башенный кран K-10000. Строительство второго энергоблока было остановлено в связи с остановкой ядерной программы США. Проект строительства второго энергоблока был окончательно закрыт в мае 1984 году при 25 % готовности реактора и 70 % готовности всего энергоблока.
Строительство первого энергоблока было завершено в июле 1986 года, в сентябре было загружено ядерное топливо, но лицензию на физический пуск реактора электростанция не получила.
28 января 1988 компания Public Service of New Hampshire объявила о банкростве. Затраты компании на строительство и содержание АЭС достигли $2,1 млрд.
В мае 1989 года Комиссия США по атомной энергии разрешила провести тестирование при 5 % мощности реактора.
13 июня 1989 года был выполнен пробный пуск реактора первого энергоблока.
23 июня 1989 года Комиссия США по атомной энергии приостановила лицензию из-за того, что уровень охлаждающей воды снизился ниже допустимого значения.
18 ноября 1989 года Public Service of New Hampshire выкуплена на торгах за $2,1 млрд компанией Northeast Utilities из города Берлина в штате Коннектикут.
20 ноября 1989 года Комиссия по ядерному регулированию США приняла решение, что они, а не локальные суды, будут заниматься выдачей лицензий на работу АЭС. После чего разрешение на работу ядерного реактора первого энергоблока было получено оператором АЭС Сибрук.

## Информация об энергоблоках
| Энергоблок | Тип реакторов          | Мощность | Мощность | Начало строительства | Физпуск    | Подключение к сети | Ввод в эксплуатацию | Закрытие |
| Энергоблок | Тип реакторов          | Чистый   | Брутто   | Начало строительства | Физпуск    | Подключение к сети | Ввод в эксплуатацию | Закрытие |
| ---------- | ---------------------- | -------- | -------- | -------------------- | ---------- | ------------------ | ------------------- | -------- |
| Сибрук-1   | PWR, W (4-loop) DRYAMB | 1246 МВт | 1296 МВт | 07.07.1976           | 13.06.1989 | 29.05.1990         | 19.08.1990          | —        |